# Fortuyn/O’Brien
Fortuyn/O’Brien war ein niederländisch-britisches Künstlerduo.

## Lebensdaten
Das Duo bestand von 1983 bis 1988. Das waren folgende Personen:
- Irene Droogleever-Fortuyn oder Irene Fortuyn (* 20. März 1959 in Geldrop, Provinz Nordbrabant, Niederlande), eine niederländische Bildhauerin und Installationskünstlerin sowie
- Robert O’Brien (7. Dezember 1951 in Bromyard, Herefordshire, England; † 16. April 1988 in Amsterdam, Niederlande), britischer Bildhauer und Maler.

## Leben und Ausstellungen
1986 nahm das Künstlerduo in Arnhem an der Ausstellung Sonsbeek '86 teil und 1988 an der Biennale di Venezia. Nach O’Briens Tod 1988 arbeitete Irene Fortuyn unter dem bisherigen Namen des Duos weiter. 1991 hatte sie eine Einzelausstellung Marble Public im Stedelijk Museum in Amsterdam. 1992 nahm sie an der documenta IX in Kassel teil. Später im Jahr folgte in der Eingangshalle des Zentrums für Zeitgenössische Kunst im Schloss Ujazdowski in Warschau in Polen die Ausstellung Have a Nice Day.
Irene Fortuyn benutzt seit 2005 nur noch ihren eigenen Namen. Sie wohnt und arbeitet heute in Amsterdam und ist Dozentin an der Koninklijke Academie van Beeldende Kunsten in Den Haag.

## Werke
- The Twenty-Four Men in White (4-teilig) im Skulpturenpark im Kröller-Müller-Museum in Otterlo, 1988.
- Oude dorp, nieuwe stad an der Ecke Marseillepad/Lyonpad in Zoetermeer, Provinz Südholland, 1988.
- mit Irene Droogleve: Down in the Woods Today, 1988. 1996 im Josef Stübbenpark in Duinberge, erworben 1998.
- Prielobjekten, De Heemgaard in Apeldoorn, 1989.
- The Owl and the Pussycat Went to See, Skulpturenpark des Museum für Moderne Kunst Arnhem in Arnhem, 1986.
- Bronzen Bankje, Wijkpark Camminghaburen in Leeuwarden, Provinz Friesland, 1990.
- Caave Caanem in der Sammlung des Niederländischen Außenministeriums in Den Haag, 1993.
- Passanten, Rathaus (Stadhuis Spui) von Den Haag, 1995.
- In the Woods(Sieben bronzene Bäume) & Silence (Fünf vergoldete, bronzene Tropfen) im Krankenhaus Moelendael in Baarn, Provinz Utrecht, 1997/1998.
- Landschapsarchitectuur im Wilhelminapark, Amsterdam-Slotervaart, 1998.
- De tuinkamer im Krankenhaus Amstelland, Laan van de Helende Meesters, in Amstelveen, Provinz Nordholland, 2005.